# ابن المراق الحلواني
أبو الفتح محمد بن علي بن محمد بن عثمان المراق الحلواني (ت: 505 هـ) فقيه حنبلي. طلب العلم على القاضي أبي يعلى بن الفراء الحنبلي سنين مديدة، ثم صحب بعد وفاته صاحبيه الشريف أبا جعفر ابن أبي موسى والقاضي يعقوب البرزبيني، ودرس عليهما الفروع والأصول، ثم درس وأفتى وناظر ورتب إماماً بمسجد شافع الجيلي إلى حين وفاته وكان متعبداً ديناً، سمع الحديث من الشريفين أبي الحسين محمد بن علي بن المهتدي بالله وأبي الغنائم عبد الصمد بن علي بن المأمون والقاضي أبي يعلى بن الفراء وأبي جعفر محمد بن المسلمة وأبي محمد عبد الله بن محمد بن عبد الله الصريفيني وأبي القاسم يوسف بن محمد المهرواني وغيرهم. صنف في المذهب كتباً منها: كتاب مختصر العبادات وكتاب المختصر في أصول الفقه وكتاب كفاية المبتدى. طلب عنه العلم أبو طاهر السلفي في مشيخته. توفي سنة 505 هـ.